# Barbara Schlieben
Barbara Schlieben (* 1973) ist eine deutsche Historikerin.
Barbara Schlieben studierte Geschichte und Anglistik an den Universitäten Frankfurt am Main, Dijon und Dublin. Im Dezember 2001 legte sie das Erste Staatsexamen in den Fächern Englisch und Geschichte ab. Von Januar 2002 bis Dezember 2004 war sie Wissenschaftliche Mitarbeiterin im Forschungskolleg „Wissenskultur und gesellschaftlicher Wandel“ an der Johann Wolfgang Goethe-Universität Frankfurt am Main. Schlieben hatte Forschungsaufenthalte in Madrid und Salamanca. Von Januar 2005 bis August 2009 war sie Wissenschaftliche Mitarbeiterin am Lehrstuhl von Johannes Fried. Sie wurde im Januar 2008 mit der von Fried und Heribert Müller betreuten Arbeit „Verspielte Macht. Politik und Wissen am Hof Alfons’ X. (1252–1284)“ promoviert. Seit September 2009 war sie Juniorprofessorin für Geschichte des Mittelalters an der Humboldt-Universität zu Berlin. Im Sommersemester 2014 hatte sie eine Vertretungsprofessur an der Universität Hamburg. Von Oktober 2014 bis September 2015 war sie Fellow am Historischen Kolleg in München. Dabei standen Rather von Verona und Atto von Vercell im Zentrum ihrer Forschungen. Seit August 2017 lehrt sie als Professorin für Geschichte des Mittelalters in vergleichender Perspektive an der Humboldt-Universität zu Berlin. 
Ihre Forschungsschwerpunkte sind die Geschichte des Früh- und Hochmittelalters (insbesondere die Geschichte der Iberischen Halbinsel und Italiens), Wissensgeschichte, Globalgeschichte / Transkulturelle Geschichte, Geschichte der Geschichtsschreibung, Zeit und Zeitwahrnehmung. Sie legte mit ihrer Dissertation eine Neubewertung der Herrschaft Alfons’ X. vor. Mit ihrer Dissertation unternahm sie den Versuch, den „Zusammenhang von Wissen, Politik und Gesellschaft“ in seiner „überzeitlichen Bedeutung“ am Beispiel von Alfons X. zu untersuchen. Schlieben konnte nachweisen, „daß politisches, kulturelles und gesellschaftliches Leben am Hof Alfons’ X. keineswegs voneinander getrennt sind“. Vielmehr lässt sich das „wissenschaftliche“ Personal am Hof nicht vom „politischen“ unterscheiden. Es waren oftmals dieselben Personen, die nicht nur Notare in den Kanzleien, sondern auch als Autoren für die vom König in Auftrag gegebenen Werke tätig waren. Schlieben entlarvte den kausalen Zusammenhang zwischen politischem Versagen und Förderung von Kunst und Wissenschaft als ein historisches Urteil des 16. Jahrhunderts. Dieses Urteil über Alfons X. hatte in der Forschung bis in das 20. und 21. Jahrhundert nachgewirkt. Ihre Dissertation wurde 2009 mit dem Preis zur Förderung der Geisteswissenschaften (Friedrich Sperl-Preis) ausgezeichnet. Mit Olaf Schneider und Kerstin Schulmeyer gab sie 2004 die Beiträge zum George-Kreis und seinen Geschichtsbildern heraus.

## Schriften
Monographien
- Verspielte Macht. Politik und Wissen am Hof Alfons’ X. (1252–1284) (= Wissenskultur und gesellschaftlicher Wandel. Band 32). Akademie Verlag, Berlin 2009, ISBN 978-3-05-004499-6.
- Gegenwart schreiben im 10. Jahrhundert. Deutungen der eigenen Zeit in Rathers Meditationes und in Attos Polipticum. (= Europa im Mittelalter. Band 30). De Gruyter, Berlin/Boston 2024, ISBN 978-3-11-055514-1.

Herausgeberschaften
- mit Olaf Schneider und Kerstin Schulmeyer: Geschichtsbilder im George-Kreis: Wege zur Wissenschaft. Wallstein-Verlag, Göttingen 2004, ISBN 978-3-89244-727-6.
- mit Matthias Pohlig: Grenzen des Sozialen. Kommunikation mit nicht-menschlichen Akteuren in der Vormoderne. Wallstein-Verlag, Göttingen 2022, ISBN 978-3-8353-5235-3.